# Dmitri Alenitchev
Dmitri Anatolievitch Alenitchev (en russe : Дми́трий Анато́льевич Але́ничев), né le 20 octobre 1972 à Velikie Louki près de Pskov, est un footballeur international russe ayant évolué au poste de milieu de terrain.
Actif de 1989 à 2006, il se fait principalement connaître lors de son passage au Spartak Moscou au cours des années 1990, qui le voit remporter quatre championnats de Russie et deux coupes nationales, ainsi qu'être élu joueur russe de l'année en 1997. Il joue ensuite dans l'équipe portugaise du FC Porto de 2000 à 2004 et remporte la Coupe UEFA en 2003 puis la Ligue des champions en 2004, ainsi que deux championnats et deux coupes nationales. Il est également un cadre régulier de la sélection russe avec 55 sélections entre 1996 et 2005.
Retraité à partir de 2006, il connaît une brève carrière politique avant de devenir entraîneur en dirigeant la sélection russe des moins de 18 ans en début d'année 2011 et de reprendre en novembre de la même année l'Arsenal Toula, qu'il amène à trois promotions successives de la quatrième à la première division. Après la relégation du club à l'été 2015, il quitte Toula pour retrouver le Spartak Moscou, où il devient entraîneur en chef pendant un peu plus d'un an avant d'être renvoyé en août 2016. Inactif ensuite pendant un an, Alenitchev reprend en juin 2017 le Ienisseï Krasnoïarsk qu'il parvient à faire monter en première division dès sa première saison. Échouant par la suite à maintenir l'équipe dans l'élite, il quitte son poste à la fin de la saison 2018-2019.

## Biographie

### Carrière de joueur

#### Débuts et passage au Spartak Moscou (1989-1998)
Natif de Velikié Louki, dans l'oblast de Pskov, c'est dans cette ville qu'Alenitchev effectue sa formation, disputant quelques matchs avec l'équipe première du Tchaïka en 1989. Il est par la suite recruté par le Machinostroïtel Pskov en quatrième division soviétique, où il dispute 38 rencontres et marque sept buts en un an et demi. Ses performances lui valent d'être repéré par les recruteurs du Lokomotiv Moscou, équipe de première division, qui décident de le recruter en mai 1991. Il passe par la suite deux ans et demi au club, disputant en tout 80 matchs pour sept buts marqués, incluant deux doublés en championnat russe contre l'Okean Nakhodka le 12 août 1992 puis face au Luch Vladivostok le 1er avril 1993. Il y découvre également la coupe d'Europe en disputant les deux matchs du premier tour de la Coupe UEFA 1993-1994, où son équipe est cependant éliminée d'entrée par la Juventus.
Il est par la suite recruté par le Spartak Moscou d'Oleg Romantsev, double champion de Russie en titre, pour la saison 1994. Il dispute son premier match sous nouvelles couleurs lors du dernier match de la phase de groupes de la Ligue des champions 1993-1994 face à Galatasaray le 13 avril 1994 avant de faire ses débuts en championnat contre le Dinamo-Gazovik Tioumen le 28 avril suivant, où il est titularisé d'entrée avant d'être sorti dès la mi-temps. Peu utilisé de manière générale durant la première partie de saison, il dispute tout de même la finale de la Coupe de Russie contre le CSKA Moscou, faisant son entrée au cours de la prolongation avant d'inscrire le but de la victoire lors de la séance des tirs au but pour remporter son premier trophée. Après cette victoire, Alenitchev s'impose finalement en tant que titulaire après la trêve estivale, se démarquant notamment au début du mois d'août en marquant un doublé contre l'Ouralmach Iekaterinbourg ainsi que le but de la victoire contre le Dinamo Stavropol lors de l'avant-dernière journée, tandis que le Spartak remporte son troisième titre de champion d'affilée en fin de saison. Il prend également part à la phase de poules de la Ligue des champions 1994-1995 durant l'automne, marquant notamment un but contre le Bayern Munich mais ne pouvant éviter l'élimination des siens à l'issue de cette phase.
Conservant sa place de titulaire pour l'exercice 1995, il dispute vingt-sept matchs et inscrit quatre buts, tandis que le club ne termine que troisième cette saison-là. Il se démarque une nouvelle fois à l'automne en Ligue des champions où il inscrit deux buts contre Rosenborg et Blackburn, contribuant à la qualification des siens en quarts de finale où ils sont cependant vaincus par le FC Nantes en mars 1996. Il participe également à la reconquête du titre de champion de Russie en 1996 en inscrivant sept buts, dont un doublé contre le CSKA Moscou, et jouant l'intégralité du barrage final pour le titre contre l'Alania Vladikavkaz.
La saison 1997 le voit se démarquer par ses nombreuses passes décisives, en cumulant seize en championnat et vingt toutes compétitions confondues, ce qui lui vaut d'être élu meilleur joueur de Russie pour l'année 1997 tandis qu'il gagne un nouveau titre de champion en fin de saison. Nommé par la suite capitaine pour le début d'année 1998, Alenitchev participe ainsi au parcours du Spartak en Coupe UEFA où il atteint les demi-finales, marquant notamment un but à l'extérieur contre l'Inter Milan lors du match aller mais ne pouvant finalement empêcher la défaite des siens sur l'ensemble de la confrontation. Sa performance lui vaut ainsi d'être repéré par plusieurs équipes italiennes, dont l'AS Rome de Zdeněk Zeman qui le recrute finalement au mois de juin 1998.

#### Départ raté pour l'Italie (1998-2000)
Arrivant pour le début de la saison 1998-1999, Alenitchev fait ses débuts sous ses nouvelles couleurs le 12 septembre 1998 contre Salternitana, disputant l'intégralité de la rencontre et délivrant deux passes décisives pour une victoire 3-1. Il inscrit son premier but trois jours plus tard contre Silkeborg lors du premier tour de la Coupe UEFA et marque pour la première fois en championnat contre la Fiorentina le 17 octobre. Malgré cela, il connaît des difficultés à s'imposer comme titulaire régulier, notamment du fait de son manque de rigueur défensive, et démarre ainsi plusieurs rencontres sur le banc de touche ou est même mis de côté lors de certains matchs. Il dispute ainsi vingt-et-un matchs en championnat, n'étant titularisé qu'à dix reprises. Lors de la trente-deuxième journée le 9 mai 1999, il est notamment victime d'une fracture d'une côte lors de la rencontre face à Plaisance, qui lui vaut de rater la fin de saison, tandis que Rome termine cinquième de Serie A.
L'équipe est reprise pour l'exercice suivant par Fabio Capello, avec qui Alenitchev connaît de très bons débuts, inscrivant un triplé en Coupe UEFA contre le Vitória Setúbal avant de marquer une nouvelle fois contre Venise lors de la mi-septembre. Il perd cependant à nouveau très vite sa place dès la fin du mois d'octobre et ne dispute que cinq matchs de championnat avant la fin d'année 1999. Il est brièvement réutilisé au début du mois de janvier mais termine finalement la saison à Pérouse, où il joue vingt matchs pour un but inscrit en Coupe Intertoto contre le Standard de Liège. Son passage en Italie, considéré comme raté s'achève finalement à l'été 2000, qui le voit être recruté par l'équipe portugaise du FC Porto de Fernando Santos, où il retrouve notamment son compatriote Sergueï Ovtchinnikov.

#### Passage au FC Porto et fin de carrière au Spartak (2000-2006)
Il fait ses débuts sous ses nouvelles couleurs le 9 août 2000 lors du troisième tour de qualification de la Ligue des champions face à Anderlecht. Il dispute quatre jours plus tard le match aller de la Supercoupe du Portugal, où il inscrit le but de l'égalisation en fin de match contre le Sporting Portugal. Peu utilisé en championnat lors du début de saison en raison de la bonne forme de Carlos Chaínho, il est progressivement titularisé à partir du mois de novembre et dispute finalement vingt-huit rencontres, inscrivant trois buts dans la foulée tandis que Porto termine second derrière Boavista. Il prend part ailleurs part au parcours du club en Coupe UEFA, où il atteint les quarts de finale, et est par la suite décisif en finale de la Coupe face à Marítimo en inscrivant le deuxième but de la victoire 2-0 des siens, tandis qu'il s'était déjà démarqué en huitièmes de finale en marquant un doublé face à Benfica lors de la victoire 4-0.
L'arrivée sur le banc d'Octávio Machado, avec qui il entre rapidement en conflit, le voit revenir à un statut de remplaçant, disputant principalement des bouts de rencontres, voire sortir des feuilles de matchs entre les mois d'octobre et décembre 2001, ce qui l'amène à douter de son avenir dans l'équipe. Après le renvoi de Machado et son remplacement par José Mourinho en janvier 2002, il fait finalement son retour parmi les joueurs réguliers de la rotation, alternant entre titularisations et entrées en jeu. Il termine ainsi la saison 2001-2002 avec vingt matchs joués et trois buts marqués, tandis que Porto termine troisième.
Pour sa troisième saison au club, il débute l'exercice comme remplaçant avant de se blesser au cours du mois d'octobre, ne jouant que très peu jusqu'à la fin d'année. Le début d'année 2003 le voit faire son retour parmi les titulaires réguliers de l'équipe, notamment en participants activement à son parcours en Coupe UEFA en marquant un but en huitième de finale contre Denizlispor puis contre la Lazio Rome en demi-finale. Il est par la suite titularisé lors de la finale face au Celtic Glasgow où il inscrit le deuxième but du FCP et dispute l'intégralité de la prolongation à l'issue de laquelle il l'emporte finalement 3-2. En parallèle de cette victoire, il remporte également la coupe nationale contre Leiria ainsi que le championnat portugais.
À nouveau titularisé de manière sporadique lors de l'exercice 2003-2004, Alenitchev se démarque une nouvelle fois en coupe d'Europe, cette fois en Ligue des champions en inscrivant un but contre l'Olympique de Marseille lors de la phase de groupes avant de délivrer une passe décisive lors du deuxième match contre cette même équipe. Il est à nouveau décisif lors du huitième de finale contre Manchester United en délivrant une passe décisive lors du match aller pour Benedict McCarthy. Il est ensuite titularisé face à l'Olympique lyonnais en quarts de finale mais ne joue que 45 minutes de la confrontation face au Deportivo La Corogne en demi-finale, étant sorti dès la mi-temps du match aller avant de passer le match retour sur le banc, qui se conclut sur une qualification des siens. Démarrant la finale contre l'AS Monaco en tant que remplaçant, il fait son entrée à l'heure de jeu et délivre une passe décisive pour Deco avant d'inscrire le troisième but de son équipe à un quart d'heure de la fin pour assurer une victoire 3-0 et ainsi remporter la Ligue des champions, devenant le premier footballeur russe à réaliser cette performance. Du fait de ce parcours et de la rotation opérée par José Mourinho, Alenitchev ne dispute finalement que dix-huit rencontres en championnat, qui se conclut par un deuxième titre de championnat d'affilée.
À l'issue de cette dernière saison, Alenitchev, alors âgé de 31 ans, décide de quitter Porto et de rentrer en Russie en signant son retour au Spartak Moscou en juillet 2004. Il est ensuite immédiatement titularisé dans l'équipe, devenant même capitaine à partir du mois de septembre et dispute treize rencontres lors de la deuxième moitié de l'année 2004, marquant à trois reprises, un doublé contre l'Amkar Perm puis une fois contre le Torpedo Moscou. L'exercice suivant le voit jouer de manière très sporadique, ne disputant que dix matchs de toute l'année. Cette situation se poursuit lors du début d'année 2006 au cours duquel il ne dispute aucun des premiers matchs de championnat, ce qui l'amène à critiquer durement son entraîneur Aleksandrs Starkovs dans la presse, l'appelant notamment une « impasse au Spartak » au début du mois d'avril. Cela lui vaut d'être immédiatement exclus de l'équipe première et de voir son contrat finalement rompu au mois de septembre 2006, ce qui marque ainsi sa fin de carrière définitive peu avant son 34e anniversaire.

### Carrière internationale
Appelé quelquefois avec les sélections espoirs de la CEI puis de la Russie entre 1992 et 1993, disputant notamment deux matchs de qualification à l'Euro espoirs de 1994 sous Boris Ignatiev, Alenitchev dispute également deux rencontres avec l'équipe B de la Russie en début d'année 1993 sous les ordres de Iouri Siomine. Il lui faut attendre le mois de février 1996 pour intégrer la sélection A pour la première fois en étant appelé par Oleg Romantsev pour deux matchs amicaux face à l'Islande puis la Slovénie. Il fait ainsi ses débuts internationaux contre cette première équipe le 9 février en entrant à la place d'Igor Dobrovolski lors du dernier quart d'heure de jeu, tandis que les siens l'emportent 3-0. Titularisé ensuite contre la Slovénie deux jours plus tard, il dispute l'intégralité de la rencontre et inscrit dans la foulée son premier but international, marquant le deuxième but des Russes qui l'emportent finalement 3-1.
Plus appelé par la suite pendant un an, il rate notamment la phase finale de l'Euro 1996 et les premiers matchs de qualification à la Coupe du monde 1998. Il fait son retour en sélection, reprise entre-temps par Boris Ignatiev, en février 1997 et dispute son premier match de compétition le 30 avril contre le Luxembourg pour les éliminatoires du Mondial, et prend par la suite par au reste de la campagne qualificative, inscrivant notamment un doublé contre la Bulgarie lors du dernier match le 11 octobre 1997 tandis que les siens terminent deuxième du groupe 5 et doivent disputer un barrage face à l'Italie, où ils sont finalement vaincus.
La sélection est alors reprise par Anatoli Bychovets puis Oleg Romantsev à nouveau, qui continuent d'appeler régulièrement Alenitchev pour les éliminatoires de l'Euro 2000, qui débouche sur un échec, puis de la Coupe du monde 2002, où les Russes parviennent à remporter leur groupe de qualification et à se qualifier pour la phase finale. Il prend ainsi part à sa première compétition internationale en étant appelé pour le Mondial, où il dispute la fin du premier match contre la Tunisie et l'intégralité du troisième match contre la Belgique, ne pouvant cependant éviter l'élimination de la Sbornaïa à l'issue de la phase de groupes.
Peu appelé sous le nouveau sélectionneur Valeri Gazzaev, le départ de ce dernier en août 2003 et la reprise de la sélection par Gueorgui Iartsev voit Alenitchev retrouver une place dans l'équipe pour la fin des qualifications pour l'Euro 2004, disputant notamment le barrage victorieux contre le pays de Galles. Il est ensuite sélectionné pour disputer la phase finale de la compétition où il joue l'intégralité des trois matchs de la phase de groupes, qui débouche sur une nouvelle élimination russe. Après ce nouvel échec, il est appelé pour le premier match des éliminatoires à la Coupe du monde 2006 contre la Slovaquie avant d'être progressivement écarté de la sélection, connaissant sa 55e et dernière sélection match contre l'Italie en amical le 9 février 2005

### Carrière d'entraîneur
Peu après la fin de sa carrière, Alenitchev rejoint le parti politique Russie unie classé au centre droit en août 2006. Le 14 juin 2007, il est élu représentant de l'oblast d'Omsk au Conseil de la fédération. Il occupe ce poste jusqu'en décembre 2010, date à laquelle il s'en va prendre la tête de la sélection russe des moins de 18 ans.
Après une année à cette position, il est recruté en novembre 2011 par l'équipe amateur de l'Arsenal Toula en quatrième division. Sa première saison le voit terminer huitième du groupe Tchernozem, mais l'obtention du statut professionnel par le club lui permet d'accéder à la troisième division pour la saison 2012-2013. Placée dans le groupe Centre, l'Arsenal parvient cette fois à dominer nettement la compétition, terminant premier en ne concédant qu'une seule défaite lors de la première journée face au Metallourg Lipetsk, lui permettant d'accéder à la deuxième division. Le club continue par la suite sur sa lancée et parvient à accrocher la deuxième place du deuxième échelon lors de l'exercice suivant, ce qui lui permet d'enchaîner une deuxième promotion d'affilée et de découvrir la première division en 2014, trois ans seulement après l'arrivée d'Alenitchev. L'étape de l'élite s'avère cependant trop élevé pour l'équipe, qui termine dernière à l'issue de la saison et est reléguée directement. 
Malgré cet échec, les performances du club sous Alenitchev lui valent d'être nommé le 10 juin 2015 à la tête du Spartak Moscou pour la saison 2015-2016. Sous ses ordres, l'équipe est cependant marquée par une forte inconstance qui ne lui permet de se classer que cinquième en fin d'exercice, lui permettant tout de même de se qualifier pour la Ligue Europa 2016-2017, où elle est cependant éliminée d'entrée au troisième tour de qualification par l'équipe chypriote de l'AEK Larnaca. Cette défaite amène au renvoi d'Alenitchev et de ses adjoints Egor Titov et Oleg Samatov au début du mois d'août 2016. Son remplaçant Massimo Carrera parvient par la suite à amener le club au titre de champion de Russie à l'issue de la saison.
Alenitchev est nommé à la tête du Ienisseï Krasnoïarsk en juin 2017, amenant avec lui une nouvelle fois Titov et Samatov en tant qu'adjoints. Pour sa première saison, il amène l'équipe à la troisième place de la deuxième division, la qualifiant pour les barrages de promotion lors duquel elle parvient à l'emporter contre l'Anji Makhatchkala pour obtenir l'accession en première division pour la première fois de son histoire pour la saison 2018-2019. La transition vers le premier échelon est cependant très difficile pour l'équipe qui tombe rapidement dans les fonds du classement, passant la quasi-totalité de la saison en dernière position, étant finalement relégué définitivement à deux journées de la fin du championnat. En fin de contrat à l'issue de la saison, Alenitchev quitte son poste en mai 2019.

## Statistiques

### Statistiques de joueur
| Saison                | Club                  | Championnat           | Championnat | Championnat | Coupe(s) nationale(s) | Coupe(s) nationale(s) | Compétition(s) continentale(s) | Compétition(s) continentale(s) | Compétition(s) continentale(s) | Total | Total |
| Saison                | Club                  | Division              | M.          | B.          | M.                    | B.                    | Comp.                          | M.                             | B.                             | M.    | B.    |
| 1990                  | Machinostroïtel Pskov | D4                    | 31          | 4           | -                     | -                     | -                              | -                              | -                              | 31    | 4     |
| 1991                  | Machinostroïtel Pskov | D4                    | 7           | 3           | -                     | -                     | -                              | -                              | -                              | 7     | 3     |
| Sous-total            | Sous-total            | Sous-total            | 38          | 7           | -                     | -                     | -                              | -                              | -                              | 38    | 7     |
| 1991                  | Lokomotiv Moscou      | D1                    | 16          | 0           | 2                     | 1                     | -                              | -                              | -                              | 18    | 1     |
| 1992                  | Lokomotiv Moscou      | D1                    | 24          | 2           | 5                     | 0                     | -                              | -                              | -                              | 29    | 2     |
| 1993                  | Lokomotiv Moscou      | D1                    | 29          | 4           | 2                     | 0                     | C3                             | 2                              | 0                              | 33    | 4     |
| Sous-total            | Sous-total            | Sous-total            | 69          | 6           | 9                     | 1                     | -                              | 2                              | 0                              | 80    | 7     |
| 1994                  | Spartak Moscou        | D1                    | 17          | 3           | 4                     | 0                     | C1+C1                          | 1+5                            | 0+1                            | 27    | 4     |
| 1995                  | Spartak Moscou        | D1                    | 27          | 4           | 3                     | 0                     | C1                             | 4                              | 2                              | 34    | 6     |
| 1996                  | Spartak Moscou        | D1                    | 32          | 7           | 2                     | 0                     | C1+C3                          | 2+6                            | 0+1                            | 42    | 8     |
| 1997                  | Spartak Moscou        | D1                    | 33          | 2           | 4                     | 3                     | C1+C3                          | 2+5                            | 0                              | 44    | 5     |
| 1998                  | Spartak Moscou        | D1                    | 13          | 2           | 4                     | 1                     | C3                             | 4                              | 1                              | 21    | 4     |
| Sous-total            | Sous-total            | Sous-total            | 122         | 18          | 17                    | 4                     | -                              | 29                             | 4                              | 168   | 26    |
| 1998-1999             | AS Rome               | D1                    | 21          | 1           | 3                     | 1                     | C3                             | 6                              | 1                              | 30    | 3     |
| 1999-2000             | AS Rome               | D1                    | 7           | 1           | 3                     | 0                     | C3                             | 3                              | 3                              | 13    | 4     |
| Sous-total            | Sous-total            | Sous-total            | 28          | 2           | 6                     | 1                     | -                              | 9                              | 4                              | 43    | 7     |
| 1999-2000             | Pérouse Calcio        | D1                    | 15          | 0           | 3                     | 0                     | -                              | -                              | -                              | 18    | 0     |
| 2000-2001             | Pérouse Calcio        | D1                    | -           | -           | -                     | -                     | CI                             | 2                              | 1                              | 2     | 1     |
| Sous-total            | Sous-total            | Sous-total            | 15          | 0           | 3                     | 0                     | -                              | 2                              | 1                              | 20    | 1     |
| 2000-2001             | FC Porto              | D1                    | 28          | 3           | 6                     | 4                     | C1+C3                          | 2+7                            | 0+1                            | 43    | 8     |
| 2001-2002             | FC Porto              | D1                    | 20          | 3           | 2                     | 0                     | C1                             | 6                              | 0                              | 28    | 3     |
| 2002-2003             | FC Porto              | D1                    | 18          | 4           | 6                     | 0                     | C1                             | 11                             | 2                              | 35    | 6     |
| 2003-2004             | FC Porto              | D1                    | 17          | 2           | 5                     | 1                     | C1+SC                          | 9+1                            | 3+0                            | 32    | 6     |
| Sous-total            | Sous-total            | Sous-total            | 83          | 12          | 19                    | 5                     | -                              | 36                             | 6                              | 138   | 23    |
| 2004                  | Spartak Moscou        | D1                    | 13          | 3           | 2                     | 0                     | -                              | -                              | -                              | 15    | 3     |
| 2005                  | Spartak Moscou        | D1                    | 8           | 0           | 1                     | 0                     | -                              | -                              | -                              | 9     | 0     |
| 2006                  | Spartak Moscou        | D1                    | -           | -           | 2                     | 0                     | -                              | -                              | -                              | 2     | 0     |
| Sous-total            | Sous-total            | Sous-total            | 21          | 3           | 5                     | 0                     | -                              | -                              | -                              | 26    | 3     |
| Total sur la carrière | Total sur la carrière | Total sur la carrière | 376         | 48          | 59                    | 11                    | -                              | 78                             | 15                             | 513   | 74    |

### Statistiques d'entraîneur
| Russie -18 ans       | 1er décembre 2010 | 21 novembre 2011 | 11  | 6   | 2  | 3  | 54,5 |
| Arsenal Toula        | 22 novembre 2011  | 10 juin 2015     | 113 | 57  | 22 | 34 | 50,4 |
| Spartak Moscou       | 10 juin 2015      | 5 août 2016      | 35  | 17  | 6  | 12 | 48,6 |
| Ienisseï Krasnoïarsk | 5 juin 2017       | 26 mai 2019      | 72  | 33  | 13 | 26 | 45,8 |
| Total                | Total             | Total            | 231 | 113 | 43 | 75 | 48,9 |

## Palmarès
Spartak Moscou
- Champion de Russie en 1994, 1996, 1997 et 1998.
- Vainqueur de la Coupe de Russie en 1994 et 1998.

 FC Porto
- Vainqueur de la Ligue des champions en 2004.
- Vainqueur de la Coupe de l'UEFA en 2003.
- Champion du Portugal en 2003 et 2004.
- Vainqueur de la Coupe du Portugal en 2001 et 2003.

## Distinctions personnelles
- Élu footballeur de l'année 1997 en Russie par Football et Sport-Express.